# Arcadia (Pretoria)

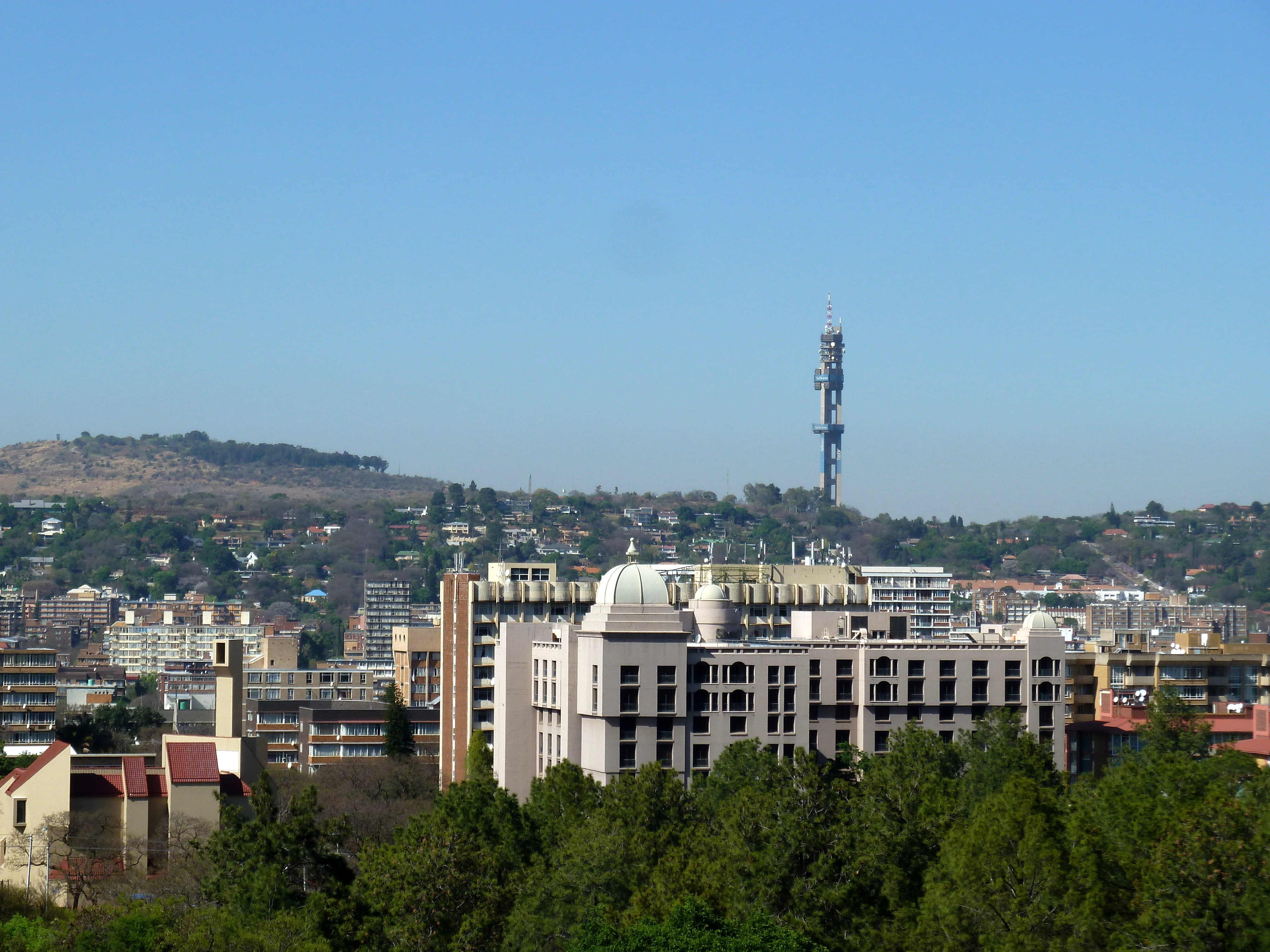
Arcadia, Pretoria

Arcadia è un quartiere di Pretoria, Sudafrica, conosciuto per i suoi edifici storici, le numerose ambasciate e gli Hotel di lusso.
Anche la Union Building e la residenza del Presidente del Sudafrica sono situate proprio qui.

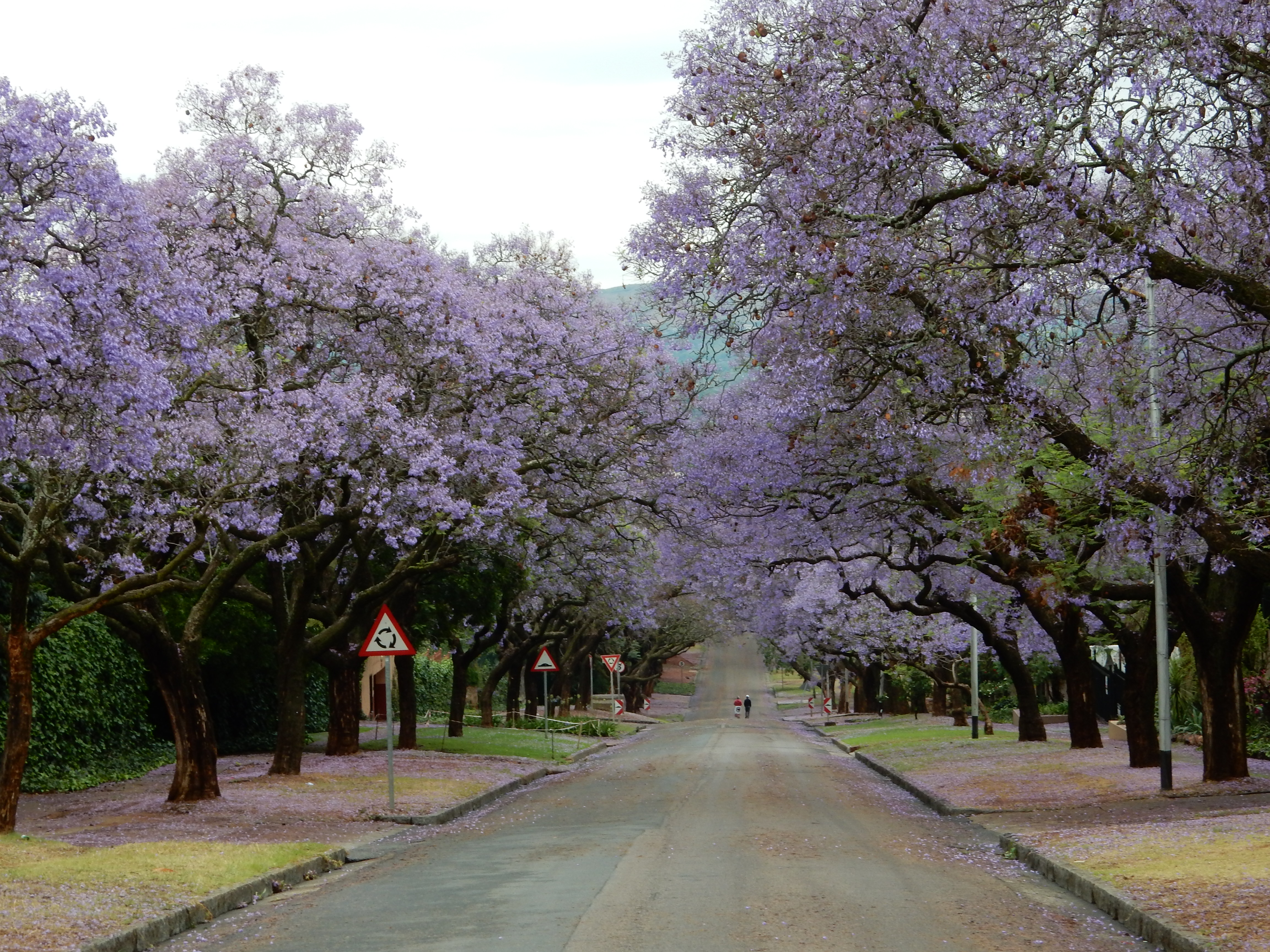
Viale della Jacaranda, a Pretoria, nel quartiere della Ambasciate

Pretoria è la seconda città al mondo per numero di ambasciate, dopo Washington, e la maggior parte di esse sono situate proprio ad Arcadia.
Degno di nota è il Loftus Versfeld Stadium, dove si giocano partite nazionali ed internazionali di calcio e rugby.
L'Università di Pretoria è molto vicina ad Arcadia.